# Ковель (локомотивне депо)
51°12′42″ пн. ш. 24°43′31″ сх. д. / 51.21167° пн. ш. 24.72528° сх. д.
Локомоти́вне депо́ «Ковель» (ТЧ-7) — локомотивне депо, структурний підрозділ служби локомотивного господарства об'єднання «Львівська залізниця».
Розташоване поблизу однойменної станції, обслуговує перевезення Ковельського залізничного вузла.

## Історичні відомості
Депо було засноване 1873 року Києво-Брестською залізницею. Роботи з будівництва почалися 1870 року та закінчились 1873. Рух поїздів по станції Ковель почався 15 серпня 1873 року.
В 1876 року депо отримало 1-й клас майстерності, депо мало довжину 36 м, а для паровозів було вибудовано приміщення на 12 паровозів для обслуговування Києво-Брестської та Привіслянської залізниці.

## Локомотивне господарство
Парк локомотивів складають магістральні М62 (2М62, 2М62У), 2ТЕ116 та маневрові ЧМЕ3 тепловози.
Лише одне депо Львівської залізниці, що атестоване та проводить поточний ремонт в обсязі ПР-3 тепловозам серії М62 в/і[джерело?].